# Blarinomys breviceps
Blarinomys breviceps és una espècie de mamífer rosegador de la família dels cricètids. Viu al sud-est del Brasil i el nord-est de l'Argentina. Es tracta d'un animal insectívor. El seu hàbitat natural són els boscos humits tropicals i subtropicals. Està amenaçat per la destrucció i fragmentació del seu medi. El seu nom específic, breviceps, significa ‘cap petit’ en llatí.